# Fernando Quintanilla
Fernando Quintanilla Barañano (Baracaldo, Vizcaya, 13 de noviembre de 1964), más conocido como Txirri, es un exfutbolista español. Txirri jugaba en la posición de defensa y destacó, principalmente, en el Athletic Club. En el equipo vasco disputó 52 encuentros oficiales, logrando seis tantos.
Es padre de Álex Quintanilla, futbolista formado en la cantera del Athletic Club.
Después de su retirada se dedicó a trabajar en la dirección deportiva de varios equipos vascos como el Athletic Club, al que se incorporó en 2001 como ojeador, la SD Leioa o la Real Sociedad.

## Clubes
| Club                      | País   | Año       |
| ------------------------- | ------ | --------- |
| Bilbao Athletic           | España | 1983-1988 |
| Athletic Club             | España | 1985-1987 |
| Athletic Club             | España | 1988-1990 |
| CD Málaga                 | España | 1990-1992 |
| Club Atlético de Marbella | España | 1992-1993 |
| Real Betis Balompié       | España | 1993-1994 |
| Elche CF                  | España | 1994-1996 |
| SD Zamudio                | España | 1996-1997 |